# هورسفلدية مرطاء
هورسفلدية مرطاء (الاسم العلمي:Horsfieldia glabrescens) هي نوع غير مؤكد من النباتات تتبع جنس الهورسفلدية من الفصيلة البسباسية.